# Đệ Ngũ Quốc tế
Cụm từ  'Đệ Ngũ quốc tế' hay "Quốc tế thứ năm"  đề cập đến những nỗ lực của các nhóm xã hội chủ nghĩa để tạo ra một tổ chức quốc tế cánh tả mới cho giai cấp công nhân và nhân dân lao động thế giới hiện nay. 

Biểu tượng của Đệ Ngũ

## CácQuốc tế cộng sảntrước đây
Đã có một số tổ chức công nhân quốc tế trước đây, và lời kêu gọi thành lập Quốc tế lần thứ năm đề xuất việc công nhận bốn đặc biệt, mỗi người tự coi mình là người kế thừa những người trước đó:
1. "Hiệp hội công nhân quốc tế là quốc tế cộng sản đầu tiên", được gọi là "Hiệp hội các công nhân quốc tế", được thành lập tại London năm 1864.
2. "Đệ Nhị Quốc tế", được thành lập vào năm 1889 sau việc trục xuất những Người vô chính phủ từ Đệ Nhất Quốc tế, hoạt động cho đến khi giải thể sau đó vào năm 1916. Quốc tế thứ hai là tiền nhân trực tiếp của Quốc tế Xã hội, tổ chức các đảng chính trị dân chủ chính trị xã hội chủ nghĩa.
3. "Đệ Tam Quốc tế", được gọi là "Quốc tế Cộng sản" hay "Comintern", được thành lập bởi Vladimir Lenin vào năm 1919 sau sự thất bại của Quốc tế lần thứ hai khi bắt đầu Chiến tranh Thế giới I. Nhóm được giải thể vào năm 1943.
4. "Đệ Tứ Quốc tế", được thành lập năm 1938 bởi Leon Trotsky đối lập với Chủ nghĩa Stalin. Trotsky coi Quốc tế cộng sản là không thể thay đổi và đã vượt qua phản gián dưới sự kiểm soát của một tầng lớp quan liêu ở Liên bang Xô viết. Mặc dù nó vẫn tồn tại, sự phân mảnh của Chủ nghĩa Trotsky đã dẫn đến việc kêu gọi một quốc tế thứ năm.

### Liên đoàn cho quốc tế thứ năm
Năm 2003, Liên đoàn Quốc tế Cộng sản Cách mạng kêu gọi thành lập Tổ chức Quốc tế lần thứ năm "càng sớm càng tốt & nhanh chóng; không phải trong tương lai xa xôi nhưng trong những tháng và năm tới"
Nhóm đã trở thành Liên đoàn quốc tế thứ năm (L5I), đến năm 2010 có các hoạt động ở Áo, Cộng hòa Séc, Đức, Pakistan, Thụy Điển, Sri Lanka (Đảng Xã hội Sri Lanka), Vương quốc Anh và Hoa Kỳ. Liên đoàn tổ chức các chiến dịch quốc tế lần thứ năm trong Diễn đàn Xã hội Châu Âu và phong trào lao động quốc tế để thành lập một quốc tế cộng sản mới. Nhóm Splinter - Nhóm công nhân cộng sản (New Zealand) cũng tranh luận cho một quốc tế thứ năm của họ.